# John Preininger
Johann „John“ Preininger (* 5. Mai 1947 in Graz; † 25. September 2002 in St. Anna am Aigen) war ein österreichischer Philologe, Archäologe und Musiker der vor allem als Schlagzeuger und Schriftsteller bekannt wurde.

## Leben und Wirken
Preiniger studierte zunächst klassische Philologie und Archäologie an der Universität Graz; neben diesem Studium, das er 1972 mit einer Promotion über die „Argonautika“ des Apollonios Rhodios abschloss, studierte er ab Herbst 1965 an der Musikakademie Graz klassisches Schlagwerk bei Josef Landenhammer und Jazzschlagzeug bei Manfred Josel und ab 1972 Ensemblespiel bei Adelhard Roidinger. Gemeinsam mit Dieter Glawischnig und Ewald Oberleitner gründete er 1974 das dem Free Jazz verpflichtete Trio Neighbours, das mit internationalen Gastsolisten wie Fred Anderson, Anthony Braxton, Paul Bley, Karl Berger, Roscoe Mitchell, John Surman oder Dino Saluzzi auftrat. Weiters spielte er in der Improvisation Group von Eje Thelin, in dem Hans Koller Free Sound Ensemble und im Quartett von Tone Janša, mit dem er auch in Jugoslawien gastierte. Er war an der Abteilung für Vor- und Frühgeschichte des Joanneum Graz angestellt. In dieser Zeit trat er mit Albert Mangelsdorff, Lester Bowie, Manfred Schoof, Joachim Kühn, Harry Pepl, Vinko Globokar, Radu Malfatti, Aldo Romano, Sainko Namchylak oder Christian Muthspiel auf. Zuletzt spielte er vor allem im Duo mit dem Gitarristen Armin Pokorn als Pitches Crew. Er konzertierte auch als Solist und veranstaltete Workshops zur Energieresonanz mit Gongs. Zur selben Zeit trat er als Schriftsteller (Tagebücher, Gedichte, Essays, experimentelle Texte) und im Bereich der philosophischen Mathematik hervor. Er veröffentlichte in österreichischen Literaturzeitschriften und erhielt einen Anerkennungspreis beim Peter-Rosegger-Literaturwettbewerb.

## Schriften
- Seelenlabyrinthe (à la recherche de l'amour perdu). mit einer Einbegleitung von Markus Janoschka. Little art book two 1999.
- Die Zukunft ist ein Leeres Buch. Metamorphosen einer Liebe. Klanghaus licht haus 55 edit/on, 2000.

## Diskographische Hinweise
- Neighbours Live, 1975
- Great Neighbours Music, 1979
- Nadir (solo) 1979
- Gruppe 01: A live recorded interactive computermusic performance. Steirischer Herbst 1996, Graz (mit Werner Jauk und Stefan Stastny)